# راي نيولاند
راي نيولاند (بالإنجليزية: Ray Newland)‏ (19 يوليو 1971 بليفربول في المملكة المتحدة - ) هو لاعب كرة قدم بريطاني في مركز حراسة المرمى. لعب مع نادي إيفرتون ونادي بانغور سيتي ونادي بليموث أرجايل ونادي توركي يونايتد ونادي نيوتاون وويغان أتلتيك ونادي تشستر سيتي وليك تاون ‏ وليه جنيسيس ‏ ونادي رانكورن هالتون وWinsford United F.C. ‏ ونادي كلايدبانك ‏.